# Max Georg Rossmann
Max Rossmann, auch Max Georg Rossmann (* 10. Mai 1861 in Vohenstrauß/Oberpfalz; † 1926 in Amorbach/Unterfranken, vollständiger Name: Maximilian Georg Rossmann) war ein deutscher Maler, Bildhauer und Kunstgewerbler.

## Leben
Max Rossmann wurde 1861 als Sohn des Historien- und Glasmalers Johan Baptist Rossmann (1836–1885) in Vohenstrauß in der Oberpfalz geboren. Nach einer Ausbildung bei seinem Vater und dem Besuch der Kunstgewerbeschule in München begann er im Oktober 1878 ein Studium an der dortigen Akademie bei Alois Gabl, Ludwig von Löfftz, Gyula Benczúr und als Meisterschüler bei Wilhelm Lindenschmit. Der Maler und Kunstgewerbler Rudolf von Seitz gehörte ebenfalls zu seinen Lehrern. Zum Ende seiner Ausbildung war Rossmann nicht nur Maler, sondern auch im Kunsthandwerk, wie etwa Töpferei, Holzschnitzerei und Metallarbeiten ausgebildet. Zunächst war er weiter in München ansässig.
Nach Aufenthalten in Winterthur 1887 und Innsbruck 1888 zog Rossmann 1892 nach Frankfurt am Main. Studienreisen führten ihn 1898 nach Holland und 1899 nach Venedig. In Frankfurt fertigte er für den Architekten und Glasmaler Alexander Linnemann und ebenso für die Münchener Hofglasmalerei des Franz Xaver Zettler verschiedene Entwürfe. Durch den Frankfurter Kunstverein machte er die Bekanntschaft mit Hans Thoma und Wilhelm Trübner. Auf Vermittlung von Thoma an Cosima Wagner fertigte Rossmann 1901 die Kostümentwürfe für die Aufführung „des Fliegenden Holländers“ bei den Bayreuther Festspielen.
Nach mehreren kürzeren Aufenthalten im Odenwald ab 1903 ließ sich Rossmann schließlich 1906 in Amorbach nieder und wurde zu einem Maler des Odenwaldes. Im November 1906 veranstaltete Rossmann eine Sonderausstellung von kirchlichen Malereien, Studien und Entwürfen im Ausstellungslokal der „Deutschen Gesellschaft für christliche Kunst“ in München. Max Rossmanns Arbeiten waren vorwiegend Ausgestaltungen von Kirchen wie etwa religiöse Gemälde, Fresken, Decken- und Glasmalereien oder kunsthandwerkliche Gestaltungen, nach ca. 1910 aber auch Landschaften und Porträts. Rossmann war Mitglied der Allgemeinen Deutschen Kunstgenossenschaft und der Münchner Künstlergenossenschaft.
Max Rossmann war verheiratet mit Lilly, geborene Fehler (1873–1951) – ebenfalls Malerin sowie Kostümbildnerin. Max Rossmann starb 1926 in Amorbach im Odenwald.

### Familie
Die Vohenstraußer Familie Rossmann hat mehrere Künstler hervorgebracht. Neben dem als Glasmaler tätigen Vater Johan Baptist Rossmann und Max Rossmann gab es noch dessen jüngeren Bruder Hans Rossmann (1868–1915), einen Maler, Grafiker und Illustrator – und auch Max Rossmanns Sohn gleichen Namens, den in München ansässigen Max Rossmann (1889–1961), der als Landschafts- und Architekturmaler tätig war.

## Werke (Auswahl)

### Baugebunden
- Glasfenster, religiöse Gemälde und kunsthandwerkliche Arbeiten für die 1887 noch im Bau befindliche katholische Pfarrkirche St. Peter und Paul in Winterthur
- Apfelernte in Amorbach. Wandmosaik am Römer in Frankfurt a. M. (Abb.)[5]
- Traubenlese in Hochheim. Wandmosaik am Römer in Frankfurt a. M. (Abb.)[5]
- Für das Haus des Frankfurter Kunstsammlers Johannes Noll fertigte Rossmann: „das Relief Raufende Bauern. das Mosaikbild Hochzeitszug. an der Katharinenpforte, die in Kupfer getriebenen Ritterfiguren in den Nischen an der Hauptfront u. die in Eisen geschnittenen Gitter, mit Bauern- u. Jagdszenen, vor den Fenstern des Erdgeschosses.“[6] (Das Haus befand sich in der Nähe der Katharinenkirche).
- Deckengemälde Verklärung Christi. für die Pfarrkirche St. Leopold in Hildburghausen[7]
- zwei Triptychen und einen Zyklus von Wandgemälden für die Herz-Jesu-Stadtpfarrkirche (Bad Kissingen) (Abb.)[8]
- Restaurierung des Hochaltars sowie neue Deckenbemalung (15 Bilder), Marienkapelle (Bad Kissingen)
- Fresko am Hotel 'Zur Post' in Amorbach

### Religiöse Gemälde
- St. Jakobus – Der Heilige fängt einen Baum auf. (Abb.)[9]
- Die Ruhe auf der Flucht. (Abb.)[10]
- St. Petrus.
- Mater Dolorosa.
- Der kreuztragende Heiland.

### Gemälde
- Landschaft mit Ziegen. Öl auf Leinwand, Städel Museum Frankfurt a. M. (Abb.)[5]
- Blick über das obere Maintal. Öl auf Leinwand, (Abb.)[11]
- Sigfried an der Quelle. Öl auf Leinwand, (Abb.)[11]
- Holländische Landschaft mit Kühen auf der Weide. Öl auf Holz
- Bauernhäuser am Hang. Öl auf Leinwand
- Seegarten in Amorbach. Öl auf Leinwand
- Bad Kohlgrub.
- Tal bei Bad Kissingen.
- Schafherde.
- Ochsenfuhrwerk in der Sandgrube.
- Ochsengespann.
- Landschaft bei Bayreuth.